# Ментана
Ментана (итал. Mentana) — коммуна в Италии, располагается в области Лацио, подчиняется административному центру Рим.
Население составляет 18 879 человек (на 2005 г.), плотность населения составляет 787 чел./км². Занимает площадь 24 км². Почтовый индекс — 013. Телефонный код — 06.
Покровителем населённого пункта считается святитель Николай Чудотворец. Праздник ежегодно празднуется 6 декабря.

## История
В древности Ментана носила название Номент (лат. Nomentum), к ней из Рима вела Номентанская дорога. Согласно Титу Ливию город входил в Латинский союз, вступивший в войну с Римом во время правления римского царя Луция Тарквиния Приска. Номент был одним из множества городов, захваченных Тарквинием.
Номент был латинскими городом, но некоторые считали его сабинским, и, подобно Фиденам и Фикулеям, был исключен из первой области Октавианом Августом, который сделал реку Аньене её северной границей. Номент был частью лиги, побеждённой Римом в битве при Регильском озере и был окончательно захвачен римлянами в 338 году до н. э.
Впоследствии жители Номента стали civitas sine suffragio («гражданами без права голоса»); а согласно его муниципальной конституции главный магистрат даже в имперские времена носил титул диктатора. Плиний Старший и Марциал в своих трудах восхваляли плодородие его окрестностей.
Луций Анней Сенека неоднократно утверждал, что имеет собственность в Номенте и иногда уединяется там.
В 741 году город был ненадолго занят лангобардами, а его жители перебрались в новое поселение на Номентанской дороге, которое было легче оборонять. 23 ноября 799 года здесь состоялась встреча римского папы Льва III и Карла Великого.
Замок Номента был владением римской семьи Кресцентиев в X и XI веках. В 1058 году он был разрушен норманнами, а его население резко сократилось. Замок был приобретён семьей Капочи, а позднее Святой Престол вверил его бенедиктинским монахам Сан-Паоло-фуори-ле-Муры.
В XV веке он находился во владении семьи Орсини, а в 1484 году был повреждён землетрясением. В 1594 году Номент стал феодом семьи Перетти, сначала находясь под управлением Микеле Перетта из Венафро, а затем в 1655 году перейдя под контроль Маркантонио Боргезе и семьи Боргезе.

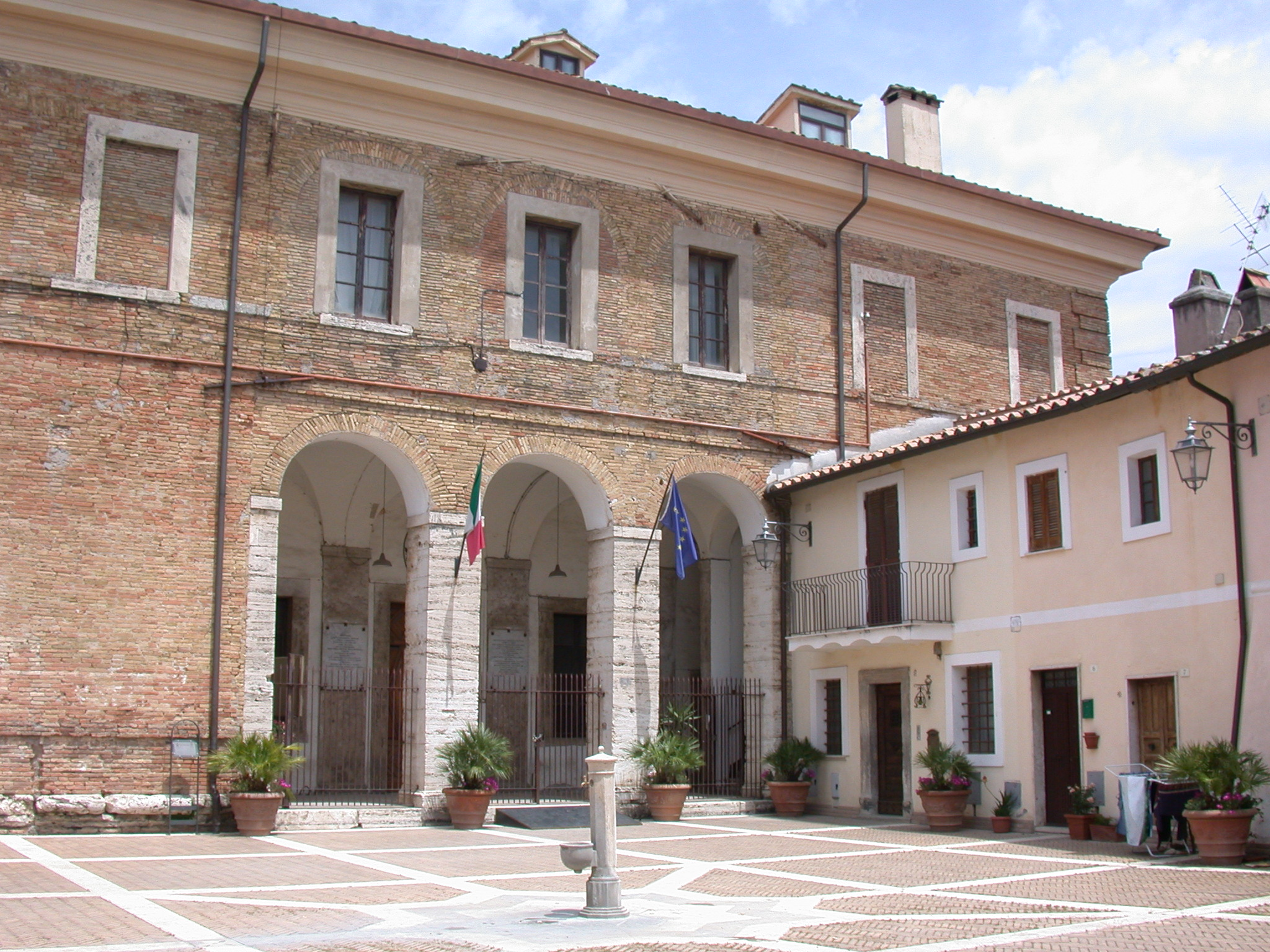
Здание муниципалита Ментаны (бывший дворец Орсини).

3 ноября 1867 года окрестности города стал местом битвы между французско-папскими войсками и итальянскими добровольцами во главе с Джузеппе Гарибальди. Последние пытались захватить Рим, чтобы включить его в состав нового объединённого Королевства Италии. Сражение закончилось победой французско-папских войск. В Ментане над братской могилой итальянских патриотов, погибших в сражении, установлен памятник Ara dei Caduti (алтарь павших).